# Onno Janssens
Onno Janssens (19 juni 1941) is een Nederlandse bridgespeler.
Janssens studeerde bestuurswetenschappen in Amsterdam. Hoewel hij meer tijd besteedde aan bridge dan aan zijn studie, heeft hij die toch afgerond. Daarna is hij maatschappijleer gaan doceren.
In 1984 richtte hij samen met Wim Boegem en Gerard Hilte het bedrijf 'Bridgesoft' op en bracht bridgeprogramma's op de markt, in eerste instantie bestemd voor de Commodore 64. Het bedrijf was daarin koploper. Boegem en Hilte hebben zich na enkele jaren uit het bedrijf teruggetrokken, Janssens bleef eigenaar totdat hij in 2007 met pensioen ging. Het bedrijf werd voortgezet door Arnhem Bridge Products, dat onder andere de Nederlandse kant van Bridge Base Inc (BBO) beheerde.
Janssens is lid van bridgeclubs Het HOK en Amsterdamse BC en speelt tweede divisie. Zijn vaste partner was Willem Boegem, maar hij heeft ook gespeeld met onder andere Gerrit de Boer (1937-2006) en Jan van Cleeff.
Hij was speler van het Nederlandse seniorenteam bij de 12e World Team Olympiade in 2004 (zilveren medaille) en het Wereldkampioenschap 2006 (brons).
In april 2012 heeft Janssens zich voor deelname aan het Europees Kampioenschap Senioren gekwalificeerd met zijn team, bestaande uit Loek Verhees, Koos Vrieze en Chris Niemeijer, de bedenker van de Niemeijer-conventie. Het kampioenschap werd in Dublin gespeeld van 15-23 juni, het Nederlandse team eindigde op de 8e plaats en plaatste zich voor het WK in 2013. Bij dat WK eindigde Nederland op de (gedeeld) 5e plaats, het werd in de kwartfinale uitgeschakeld.
Naast het bridgen houdt Janssens zich bezig met Tibetologie, de wetenschap van de Tibetaanse cultuur.

## Muiderberg
Onno Janssens en zijn voormalig bridgepartner Willem Boegem zijn de bedenkers van de Muiderbergse twee, een bridgeconventie.

## Resultaten

### Senioren
Janssens is 'Seniors International Master'.
Teams
- 2004: 2de op de 12de Wereld Team Olympiade in Istanbul
- 2006: 3de op het 12de Wereldkampioenschap Bridge in Verona